# Sarcolobus submucronatus
Sarcolobus submucronatus är en oleanderväxtart som beskrevs av Otto Warburg. Sarcolobus submucronatus ingår i släktet Sarcolobus och familjen oleanderväxter. Inga underarter finns listade i Catalogue of Life.